# Reasnopil, Berezivka
Reasnopil (în ucraineană Ряснопіль) este un sat în comunei Novokalceve din raionul Berezivka, regiunea Odesa, Ucraina.

## Demografie
Componența lingvistică a localității Reasnopil
     Ucraineană (95,45%)
     Rusă (1,9%)
     Alte limbi (1,9%)
Conform recensământului din 2001, majoritatea populației localității Reasnopil era vorbitoare de ucraineană (95,45%), existând în minoritate și vorbitori de rusă (1,9%).